# Lac D’Iberville
Der Lac D’Iberville ist ein See in der kanadischen Provinz Québec, in der Region Nunavik in Nord-du-Québec.

## Lage
Der Lac D’Iberville liegt 40 km ostsüdöstlich des Lac Wiyâshâkimî (vormals Lac à l’Eau Claire) sowie etwa 200 km östlich der Hudson Bay in einer Region zahlreicher Seen. Der Fluss Petite rivière de la Baleine fließt südlich am See vorbei. Der Lac D’Iberville wird über den Rivière Nastapoka zum nördlich benachbarten See Petit lac des Loups Marins entwässert. Der Lac D’Iberville ist 47 km lang, 13 km breit und hat eine Fläche von 151 km².

## Etymologie
Der See wurde benannt nach Pierre Le Moyne d’Iberville (1661–1706).